# Червонный туз
Червонный туз — карта в колоде игральных карт: туз в масти червей (♥). В стандартной колоде из 52 карт есть один червонный туз.

Туз червей

## Игровой процесс
Во французской игре «Le Jeu de la Guerre» XVII века червовый туз представлял кавалерию.
В ирландской игре Five Cards туз червей — вторая по величине карта в колоде, ниже пяти пальцев (также называемых пятью козырями).

## Символизм
В гадании связывается с домом, семьёй и любовью.